# قلعة كاديفيكالي
كاديفيكالي (حرفياً «القلعة المخملية» بالتركية) هي قلعة تقع على قمة تل في إزمير، تركيا فوق جبل باغوس (باليونانية: Πάγος) على ارتفاع 35 متر.

## التاريخ
بنيت القلعة في القرن الثالث قبل الميلاد، وتطل على جزء كبير من مدينة إزمير، وكذلك خليج إزمير. بدأت بلدية إزمير عام 2007 بإعادة ترميم القلعة، وفي 2020، تم ضمها إلى القائمة الإرشادية المؤقتة لمواقع التراث العالمي. تزين القلعة العديد من النقوش الرومانية والبيزنطية، ويرجح المؤرخون أنه تم نقشها في اثناء حكم الاسكندر المقدوني.